# Patinação de velocidade nos Jogos Olímpicos de Inverno de 2006 - 3000 m feminino
A competição de 3000m feminino de patinação de velocidade nos Jogos Olímpicos de Inverno de 2006 foi disputado no dia 12 de fevereiro.

## Medalhistas
| Ouro   | NED Ireen Wust        |
| Prata  | NED Renate Groenewold |
| Bronze | CAN Cindy Klassen     |

## Resultados
| Pos. | Patinadora                  | Tempo   |
| ---- | --------------------------- | ------- |
|      | NED Ireen Wust              | 4:02.43 |
|      | NED Renate Groenewold       | 4:03.48 |
|      | CAN Cindy Klassen           | 4:04.37 |
| 4    | GER Anni Friesinger         | 4:04.59 |
| 5    | GER Claudia Pechstein       | 4:05.54 |
| 6    | GER Daniela Anschuetz Thoms | 4:06.89 |
| 7    | CZE Martina Sablikova       | 4:08.42 |
| 8    | CAN Kristina Groves         | 4:09.03 |
| 9    | CAN Clara Hughes            | 4:09.17 |
| 10   | POL Katarzyna Wojcicka      | 4:09.61 |
| 11   | USA Catherine Raney         | 4:10.44 |
| 12   | CHN Fei Wang                | 4:10.55 |
| 13   | JPN Eriko Ishino            | 4:11.21 |
| 14   | JPN Maki Tabata             | 4:12.38 |
| 15   | NOR Maren Haugli            | 4:12.50 |
| 16   | AUT Anna Natalia Rokita     | 4:12.87 |
| 17   | NED Moniek Kleinsman        | 4:13.81 |
| 18   | RUS Svetlana Vysokova       | 4:13.94 |
| 19   | KOR Seon Yeong Noh          | 4:15.68 |
| 20   | ITA Adelia Marra            | 4:16.27 |
| 20   | JPN Eriko Seo               | 4:16.27 |
| 22   | USA Margaret Crowley        | 4:17.37 |
| 23   | NOR Annette Bjelkevik       | 4:17.57 |
| 24   | RUS Valentina Yakshina      | 4:19.43 |
| 25   | CHN Jia Ji                  | 4:21.06 |
| 26   | ROM Daniela Oltean          | 4:23.34 |
| 27   | USA Kristine Holzer         | 4:26.60 |
| 28   | KAZ Nataliya Rybakova       | 4:38.76 |

Legenda
| Recorde mundial      | Recorde mundial (World record)               |                       | Recorde africano                      | Recorde africano (African) |                                           | Q | Classificado por posição (Qualified) |
| Recorde olímpico     | Recorde olímpico (Olympic record)            | Recorde da América    | Recorde da América (Americas)         | q                          | Classificado por melhor tempo (Qualified) |   |                                      |
| Melhor marca do ano  | Melhor marca do ano (World leading)          | Recorde asiático      | Recorde asiático (Asian)              | DNS                        | Não largou (Did not start)                |   |                                      |
| Recorde nacional     | Recorde nacional (National record)           | Recorde europeu       | Recorde europeu (European)            | DNF                        | Não terminou (Did not finish)             |   |                                      |
| Recorde pessoal      | Recorde pessoal do atleta (Personal best)    | Recorde da Oceania    | Recorde da Oceania (Oceania)          | DSQ / DQ                   | Desclassificado (Disqualified)            |   |                                      |
| Recorde da temporada | Recorde da temporada do atleta (Season best) | Recorde sul-americano | Recorde sul-americano (South America) | NM                         | Sem marca (No mark)                       |   |                                      |